# Кастер (округ, Оклахома)
Шаблон:StateAbbr_ 35°38′ пн. ш. 99°01′ зх. д. / 35.64° пн. ш. 99.01° зх. д.
Округ  Кастер (англ. Custer County) — округ (графство) у штаті  Оклахома, США. Ідентифікатор округу 40039.

## Історія
Округ утворений 1892 року.

## Демографія
За даними перепису 
2000 року 
загальне населення округу становило 26142 осіб, зокрема міського населення було 17944, а сільського — 8198.
Серед мешканців округу чоловіків було 12728, а жінок — 13414. В окрузі було 10136 домогосподарств, 6581 родин, які мешкали в 11675 будинках.
Середній розмір родини становив 3,05.
Віковий розподіл населення поданий у таблиці:
| Стать    | До 15 років | 15-21 | 22-29 | 30-39 | 40-49 | 50-65 | 65-85 | Понад 85 |
| -------- | ----------- | ----- | ----- | ----- | ----- | ----- | ----- | -------- |
| Чоловіки | 2570        | 2120  | 1548  | 1543  | 1718  | 1746  | 1312  | 171      |
| Жінки    | 2485        | 2174  | 1458  | 1625  | 1739  | 1823  | 1739  | 371      |

## Суміжні округи
- Дьюї — північ
- Блейн — схід
- Каддо — південний схід
- Вошіта — південь
- Бекгем — південний захід
- Роджер-Міллс — захід

## Виноски
1. ↑  U.S. Decennial Census. United States Census Bureau. Архів оригіналу за 26 квітня 2015. Процитовано 19 лютого 2015.
2. ↑  Historical Census Browser. University of Virginia Library. Архів оригіналу за 11 серпня 2012. Процитовано 19 лютого 2015.
3. ↑  Forstall, Richard L., ред. (27 березня 1995). Population of Counties by Decennial Census: 1900 to 1990. United States Census Bureau. Архів оригіналу за 19 лютого 2015. Процитовано 19 лютого 2015.
4. ↑  Census 2000 PHC-T-4. Ranking Tables for Counties: 1990 and 2000 (PDF). United States Census Bureau. 2 квітня 2001. Архів оригіналу (PDF) за 18 грудня 2014. Процитовано 19 лютого 2015.
5. ↑  State & County QuickFacts. United States Census Bureau. Архів оригіналу за 30 січня 2016. Процитовано 8 листопада 2013.(англ.) Наведено за англійською вікіпедією.
6. ↑  American FactFinder. Бюро перепису населення США. Архів оригіналу за 29 липня 2011. Процитовано 31 січня 2008.

| США | Це незавершена стаття з географії США. Ви можете допомогти проєкту, виправивши або дописавши її. |